# Volkswagen Arteon
L' Arteon est un coupé 4 portes du constructeur automobile allemand Volkswagen dévoilé au salon de Genève 2017, pour une mise en production dans le courant de l'année. Elle remplace la Volkswagen CC.

## Présentation
Volkswagen a diffusé des photos teaser de l'Arteon en février avant le salon international de l'automobile de Genève 2017.
En 2024, Volkswagen stoppe la production de la berline Arteon mais continue la commercialisation du Shooting Brake.

### Phase 2
La version restylée de l'Arteon est présentée le 24 juin 2020 avec la version Shooting Brake.
- Volkswagen Arteon Phase 2

"Volkswagen
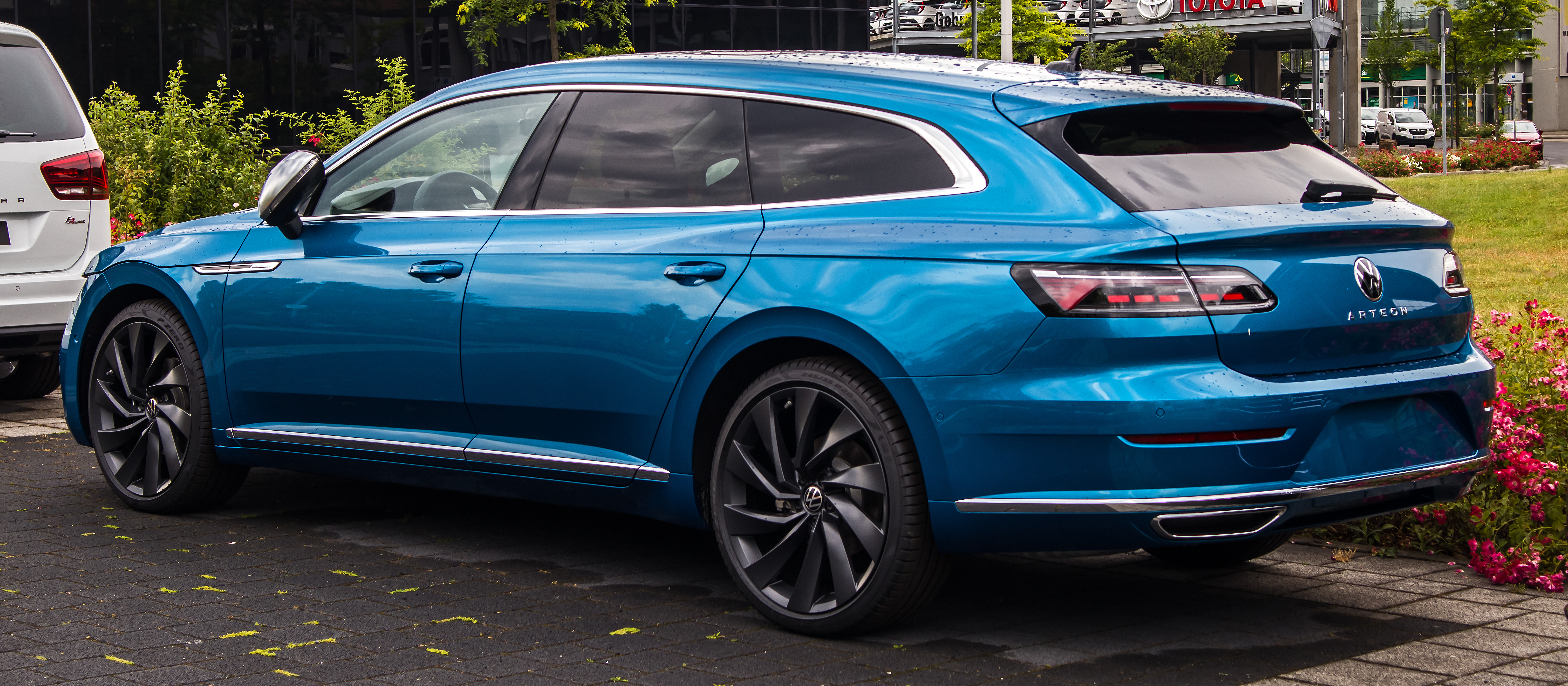
Shooting Brake
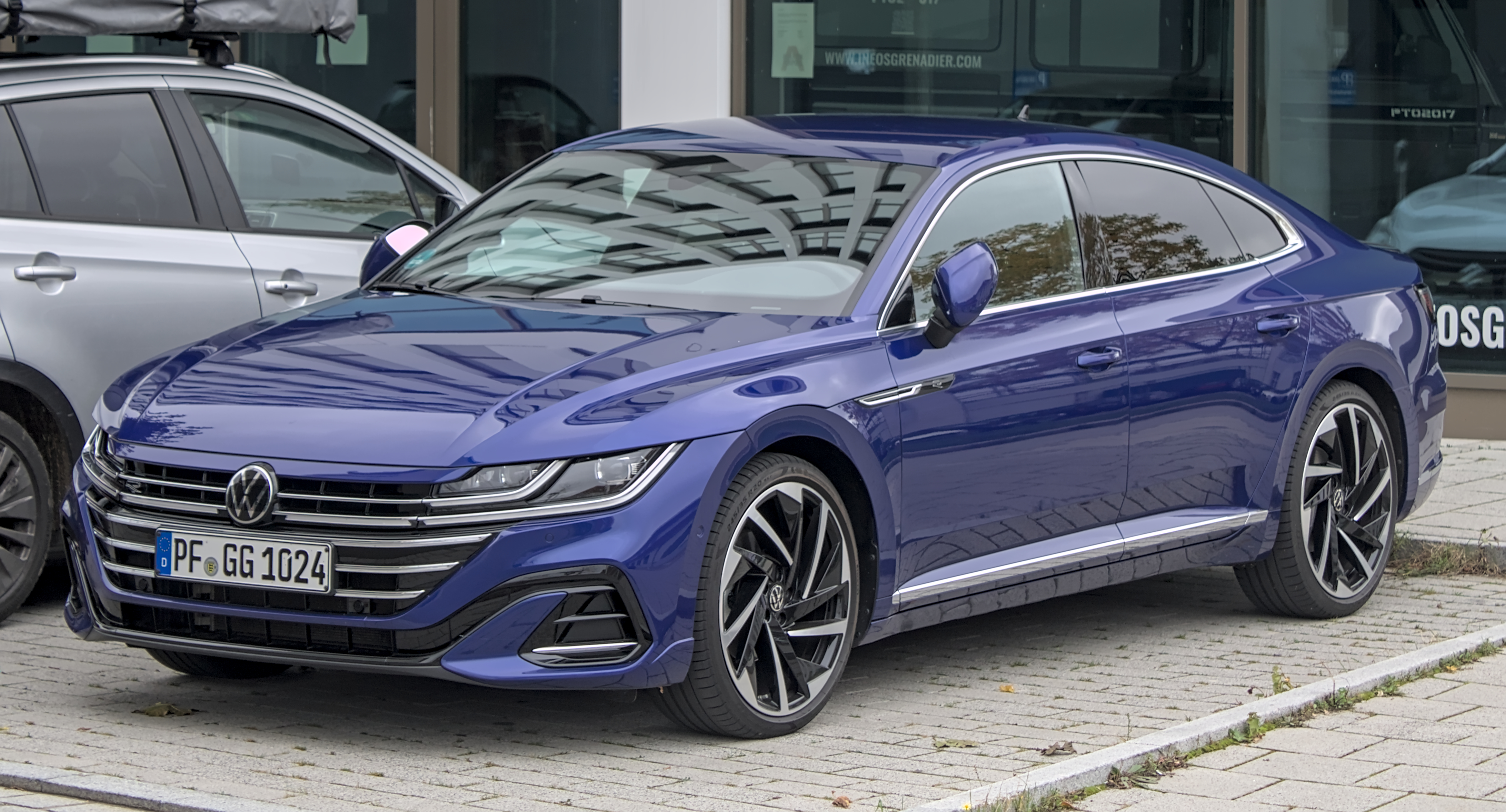
Berline

## Motorisations
Les motorisations ci-dessous sont disponibles depuis le 27 avril 2017.

### Phase 1
Essence,
|                            | 2.0 TSI 190 DSG7     | 2.0 TSI 280 4MOTION DSG7 |
| Moteur                     | 4-cylindres en ligne | 4-cylindres en ligne     |
| Alimentation               | Turbo                | Turbo                    |
| Cylindrée (cm3)            | 1984                 | 1984                     |
| Puissance maximale ch (kW) | 190                  | 280                      |
| Couple maximal (N m)       | 320                  | 350                      |
| Boîte de vitesses          | DSG 7                | DSG 7                    |
| Transmission               | Traction             | Intégrale (4Motion)      |
| Vitesse maximale (km/h)    | 239                  | 250                      |
| 0-100 km/h (s)             | 7,7                  | 5,6                      |
| Consommation (L/100 km)    | 5,9                  | 7,3                      |
| Émissions de CO2 (g/km)    | 135                  | 164                      |
| Capacité du réservoir (L)  | 66                   | 66                       |
| Masse à vide (kg)          | 1601                 | 1716                     |
| Norme environnementale     | Euro 6               | Euro 6                   |

Diesel,,,
|                            | 2.0 TDI 150          | 2.0 TDI 150 DSG 7    | 2.0 TDI 190 DSG7     | 2.0 TDI 190 4MOTION DSG7 | 2.0 TDI 240 4Motion DSG7 |
| Moteur                     | 4-cylindres en ligne | 4-cylindres en ligne | 4-cylindres en ligne | 4-cylindres en ligne     | 4-cylindres en ligne     |
| Alimentation               | Turbocompressé       | Turbocompressé       | Turbocompressé       | Turbocompressé           | Bi-turbocompressé        |
| Cylindrée (cm3)            | 1968                 | 1968                 | 1968                 | 1968                     | 1968                     |
| Puissance maximale ch (kW) | 150                  | 150                  | 190                  | 190                      | 240                      |
| Couple maximal (N m)       | 340                  | 340                  | 400                  | 400                      | 500                      |
| Boîte de vitesses          | BVM 6                | DSG 7                | DSG 7                | DSG 7                    | DSG 7                    |
| Transmission               | Traction             | Traction             | Traction             | Intégrale (4MOTION)      | Intégrale (4MOTION)      |
| Vitesse maximale (km/h)    | 220                  | 220                  | 238                  | 233                      | 245                      |
| 0-100 km/h (s)             | 9,4                  | 9,1                  | 8,0                  | 7,8                      | 6,5                      |
| Consommation (L/100 km)    | 4,3                  | 4,5                  | 4,7                  | 5,1                      | 5,9                      |
| Émissions de CO2 (g/km)    | 112                  | 116                  | 122                  | 134                      | 152                      |
| Capacité du réservoir (L)  | 66 L                 | 66 L                 | 66 L                 | 66 L                     | 66 L                     |
| Masse à vide (kg)          | n.c                  | 1643                 | 1651                 | 1725                     | 1828                     |
| Norme environnementale     | Euro 6               | Euro 6               | Euro 6               | Euro 6                   | Euro 6                   |

### Phase 2
| Volkswagen                 | Volkswagen Arteon       | Volkswagen Arteon                              | Volkswagen Arteon    | Volkswagen Arteon    | Volkswagen Arteon    | Volkswagen Arteon    | Volkswagen Arteon    |       |
| Volkswagen                 | 2.0 TSI OPF 320 4Motion | 1.4 eHybrid 218                                | 2.0 TDI Evo SCR 150  | 2.0 TDI Evo SCR 150  | 2.0 TDI Evo SCR 200  | 2.0 TDI Evo SCR 200  | 2.0 TDI Evo SCR 200  |       |
| -------------------------- | ----------------------- | ---------------------------------------------- | -------------------- | -------------------- | -------------------- | -------------------- | -------------------- | ----- |
| Moteur                     | 4-cylindres en ligne    | 4-cylindres en ligne                           | 4-cylindres en ligne | 4-cylindres en ligne | 4-cylindres en ligne | 4-cylindres en ligne | 4-cylindres en ligne |       |
| Alimentation               | Turbocompressé          | Turbocompressé                                 | Turbocompressé       | Turbocompressé       | Turbocompressé       | Turbocompressé       | Turbocompressé       |       |
| Cylindrée (cm3)            | 1984                    | 1395                                           | 1968                 | 1968                 | 1968                 | 1968                 | 1968                 |       |
| Puissance maximale ch (kW) | 320                     | thermique : 156 électrique : 115 cumulée : 218 | 150                  | 150                  | 200                  | 200                  | 200                  |       |
| Couple maximal (N m)       | 420                     | thermique : 250 cumulé : 400                   | 360                  | 360                  | 400                  | 400                  | 400                  |       |
| Boîte de vitesses          | DSG 7                   | DSG 7                                          | DSG 6                | DSG 7                | DSG 7                | DSG 7                | DSG 7                | DSG 7 |
| Transmission               | Intégrale (4Motion)     | Traction                                       | Traction             | Traction             | Traction             | Intégrale (4Motion)  | Intégrale (4Motion)  |       |
| Vitesse maximale (km/h)    | 250 270 (option V-Max)  | 222                                            | 220                  | 216                  | 233                  | 234                  | 230                  |       |
| 0-100 km/h (s)             |                         |                                                |                      |                      |                      |                      |                      |       |
| Consommation (L/100 km)    | 8,7 à 8,9               | 1,1 à 1,4                                      | 4,8 à 5,6            | 4,8 à 5,6            | 5,3 à 6,1            | 5,7 à 6,6            | 5,7 à 6,6            |       |
| Émissions de CO2 (g/km)    | 198 à 201               | 26 à 32                                        | 126 à 147            | 127 à 147            | 138 à 161            | 148 à 174            | 150 à 174            |       |
| Capacité du réservoir (L)  |                         |                                                |                      |                      |                      |                      |                      |       |
| Masse à vide (kg)          | 1773                    | 1800                                           | 1650                 | 1660                 | 1651                 | 1725                 | 1733                 |       |
| Norme environnementale     | Euro 6                  | Euro 6                                         | Euro 6               | Euro 6               | Euro 6               | Euro 6               | Euro 6               |       |

## Finitions
L'Arteon dispose des finitions suivantes :
- Arteon
- Elegance
- R-Line
- Elegance exclusive
- R-Line exclusive

Finition R-Line
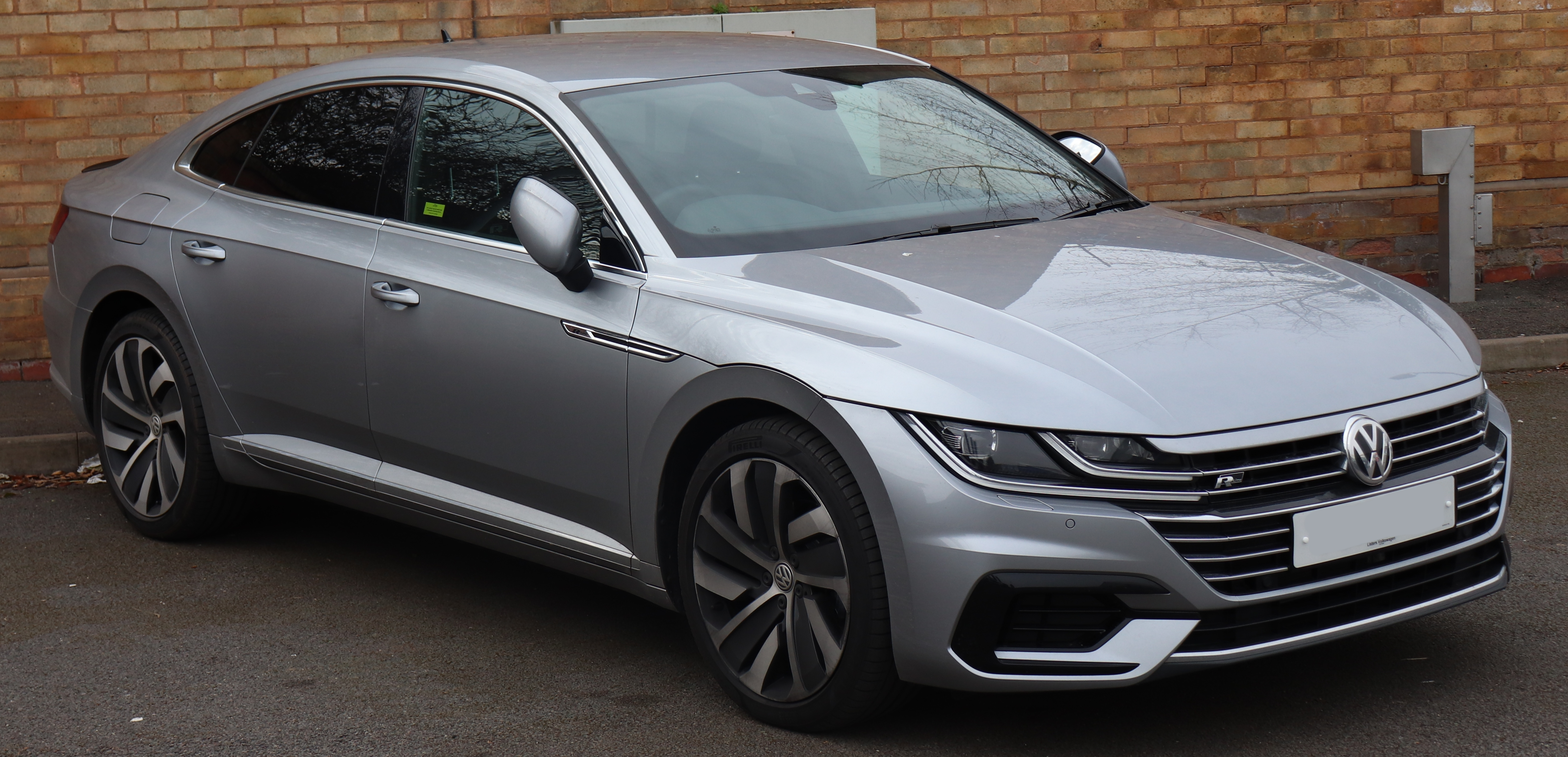
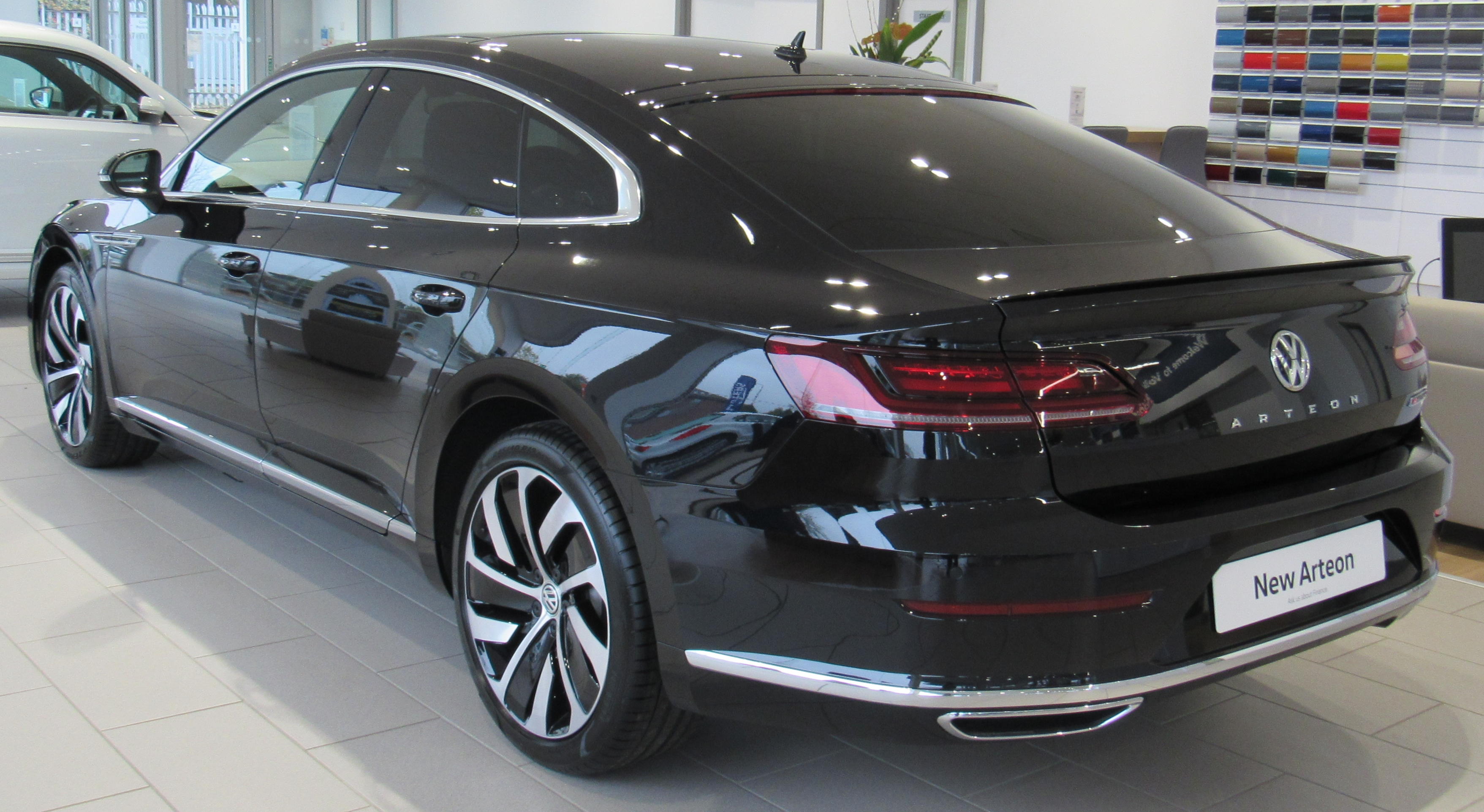

### Séries spéciales
- R-Line Edition (2020), 250 exemplaires[12].